# Revue d'Égyptologie
La Revue d 'Égyptologie es una revista académica publicada anualmente por la Société Française d'Égyptologie con el apoyo de la Centre National de la Recherche Scientifique y el Centro Nacional de libros. El diario es el sucesor del Recueil des Travaux relatifs à la philologie et à l'archéologie égyptiennes et assyriennes que apareció a partir de 1879 a 1923.
La publicación se publica bajo ISSN 0035-1849. 